# Tetraloniella imitatrix
Tetraloniella imitatrix är en biart som först beskrevs av Cockerell och Porter 1899.  Tetraloniella imitatrix ingår i släktet Tetraloniella och familjen långtungebin. Inga underarter finns listade i Catalogue of Life.